# Мерсед (річка)
Річка́ Мерсе́д (англ. Merced River) — важлива річка у Каліфорнії.
Її головний водозбір знаходиться в південній частині Національного парку Йосеміті, у верхній течії річка протікає через долину Йосеміті. Значна кількість води зберігається позаду греблі Нью-Екзак'єр, у озері МакКлур, та постачається до іригаційного району Мерсед від греблі Крокера-Гаффмана. Залишок води тече на південний захід через передгір'я, а потім через долину Сан-Хоакін, де річка зливається річкою Сан-Хоакін.
Річка Мерсед охороняється згідно з Національним актом дикої природи. Вона вільно тече до озера МакКлур, і часто розливається протягом зими та весни, а наприкінці літа та восени зменшується до невеликого потоку. Шосе 140, головна дорога до парку Йосеміті, йде уздовж частини річки Мерсед. Численні можливості відпочинку доступні уздовж річки, зокрема рибальство, каякінг, рафтинг, походи, подорожі пішки та пікніки.